# Автобан A27 (Німеччина)
Федеральний автобан A27 (A27, нім. Bundesautobahn 27) — німецький автобан, що пролягає загальною довжиною 162 кілометри від Куксгафен як східна дотична повз Бремергафен і Бремен до розв'язки з A1. Звідси A27 веде повз Ахім і Ферден-ан-дер-Аллера до трикутника автомагістралі Walsrode, де він переходить у A7.
Весь маршрут входить до мережі європейських доріг як Європейський маршрут 234.
Завдяки з'єднанню з портами Бремен, Бремергафен і Куксгафен через цей маршрут обробляється велика кількість важких вантажів.

## Маршрут
Автобан довжиною 162 км починається в Куксгафені в Нижній Саксонії. У Бремергафені він перетинає річку Гесте. Далі автомагістраль вдруге пролягає через землю Бремен і закінчується у Вальсроде. По всій довжині маршруту є перетини або зустрічі з наступними федеральними дорогами (відсортовані за номерами):
- Гайлігенгафен — Саарбрюкен
- Бремергафен — Шепсталь
- Фленсбург — Фюссен
- Бремергафен — Магдебург
- Бад-Зегеберг — Грамцов
- Куксгафен — Гамбург
- Бремен — Бремен
- Берне — Штаде
- Дракенбург — Шварценбек
- Бремергафен — Розв'язка А28
- Раддесторф — Ротенбург
- A31 — A45

За винятком району Бремена, A 27 здебільшого пролягає через горбистий ландшафт.